# Domplatz 5 (Magdeburg)

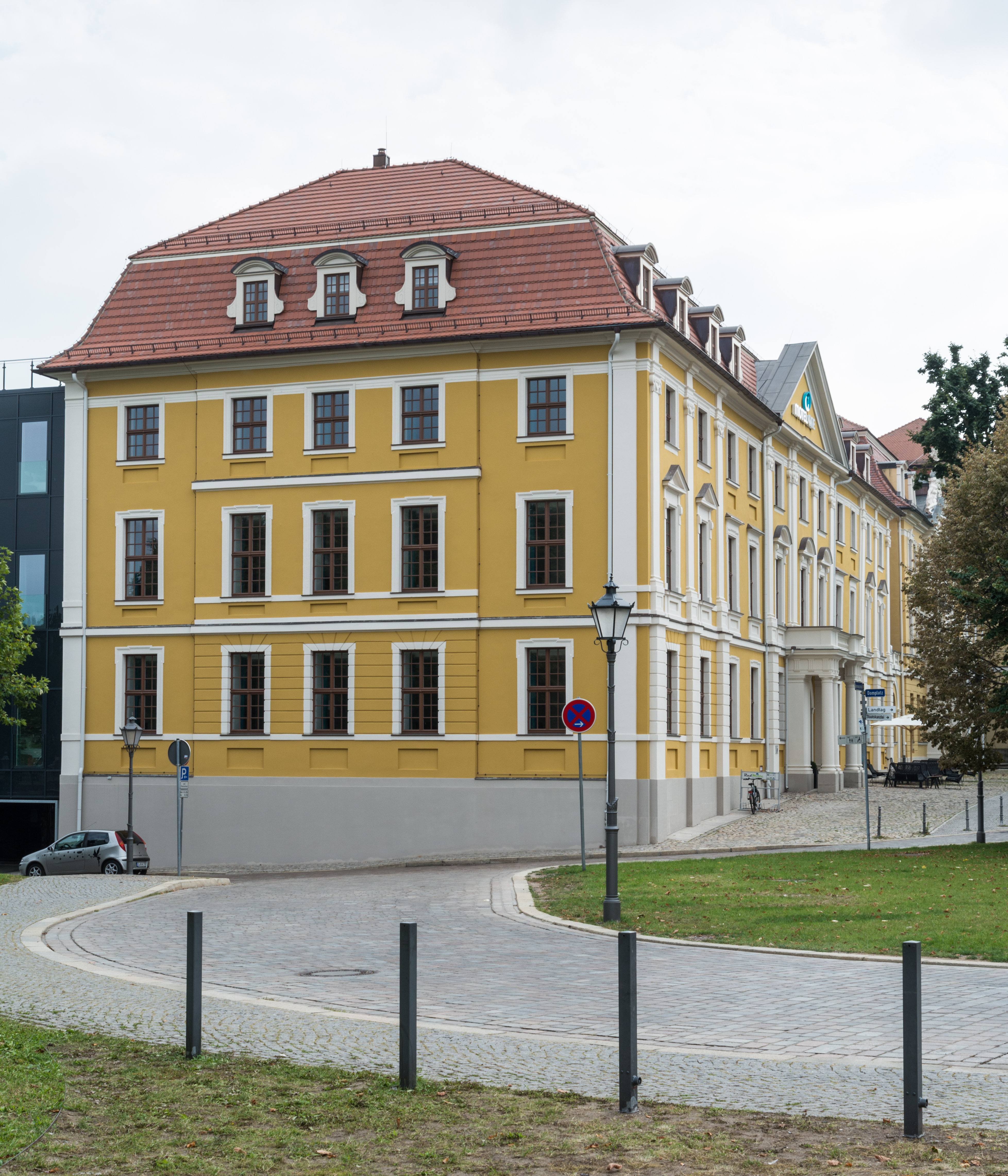
Domplatz 5, Blick von Norden, 2015

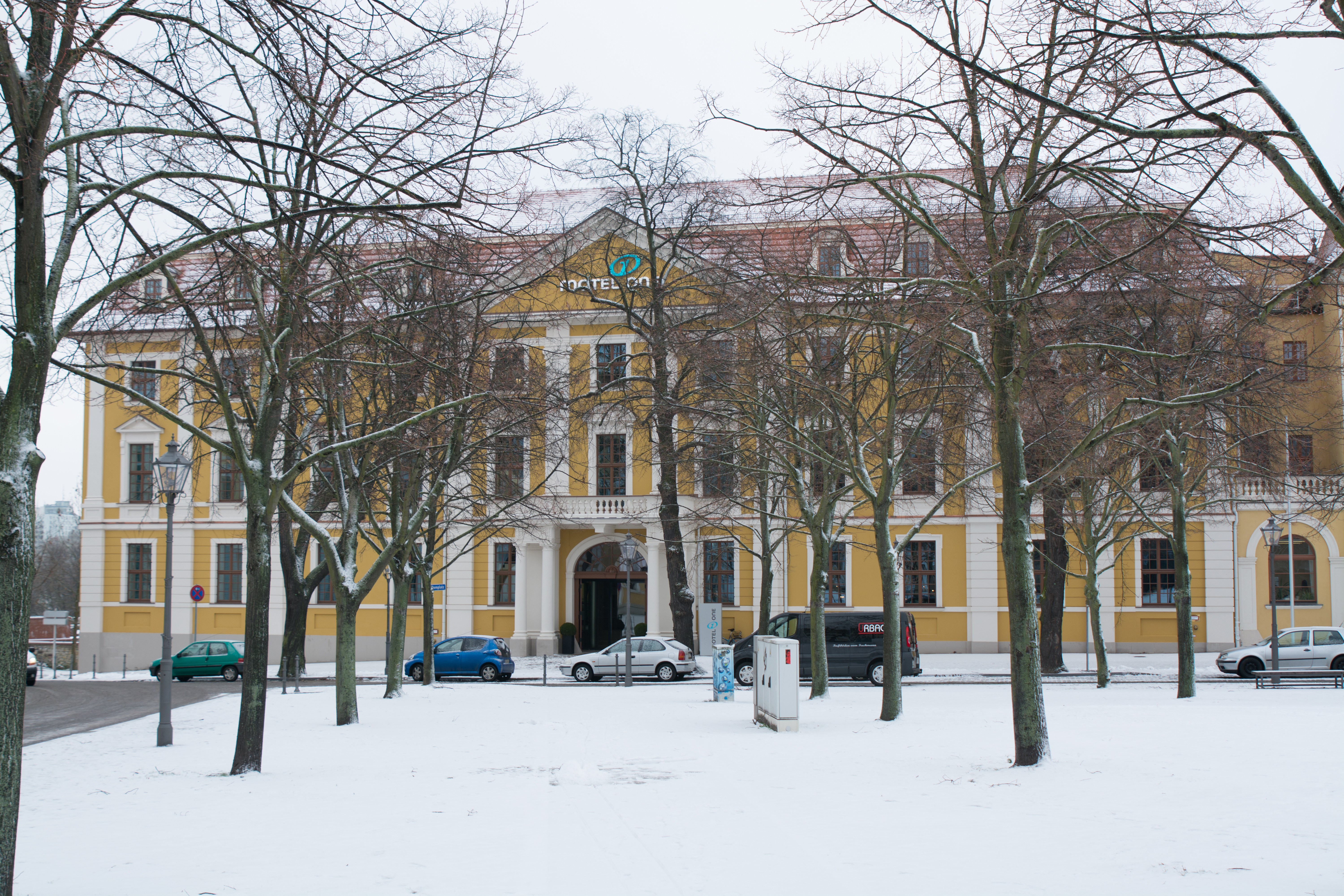
Westfassade zum Domplatz, 2014

Das Haus Domplatz 5, auch Domdechanei, heute Motel One, ist ein denkmalgeschütztes Gebäude in Magdeburg in Sachsen-Anhalt. Es wird als Hotel der Kette Motel One betrieben.

## Lage
Das Gebäude befindet sich an der nordöstlichen Ecke des Domplatzes in der Magdeburger Altstadt. Unmittelbar nördlich des Hauses mündet die Straße Gouvernementsberg auf den Domplatz ein. Südlich grenzt das gleichfalls denkmalgeschützte Knautsche Palais an. Nördlich, auf der gegenüberliegenden Seite des Gouvernementsbergs, befinden sich die in eine Grünanlage integrierten Reste des Dompredigerhauses. Östlich befand sich der Standort des  Hieronymushauses.

## Geschichte

### Vorgängerbebauung
Während des 14. Jahrhunderts befand sich in diesem Bereich die Kurie der erzbischöflichen Knappen Nikolaus von Bismarck, der es an den Erzbischof Peter verkaufte. Für das Jahr 1377 ist belegt, dass sich daneben der Stall des Erzbischofs befand. Der Erzbischof schenkte am 23. September 1377 das Haus dem Kollegium der damals neuen, in seinem Palast befindlichen Marienkapelle, die heutige Sankt-Gangolfi-Kapelle am Gangolfistift. Er gab Anweisungen zur Frage der Verwendung des verkauften Hofs. Seitens des Stifts wurde auf dem Grundstück ein großes Kapitelhaus errichtet. Es verfügte für das als Zins angelieferte Getreide über große Schüttböden.
Erzbischof Sigismund schenkte das zu diesem Zeitpunkt bereits wieder wüste Grundstück am 5. Oktober 1561 dem Domdechant Christoph von Möllendorf. Möllendorf nahm mit Einverständnis des Domkapitels eine Schenkung des Erzbischofs Sigismund auch benachbarter Grundstücke an, so eine wüste Hofstelle mit einer alten Badestube, die möglicherweise früher zum Sitz des Erzbischofes gehörte, den davor befindlichen Raum sowie den sogenannten Dombrunnen. Weiterhin gehörte dazu ein freier Platz im sogenannten Trillmännchen in einem Winkel zum erzbischöflichen Garten. Außerdem erwarb er im Zuge eines Grundstückstausches mit den Kaldaunenherren das baufällige Kapitelhaus samt Wirtschaftsgebäuden des Gangolfistifts sowie eine Mauer, die als Abgrenzung zum benachbarten Grundstücks des Erzbischofs diente. 1563 ließ Möllendorf ein zweigeschossiges steinernes Wohnhaus mit Westgiebel zum Domplatz errichten, in dem er den auf die Romanik zurückgehenden Kernbau nach Westen erweiterte und so in seinen Ausmaßen ungefähr verdoppelte. Das Gelände der Kurie erstreckte sich bergauf nach Westen bis in Richtung des heutigen Grundstücks Domplatz 4. Möllendorf verkaufte dann für 2500 Taler das Grundstück an das Domkapitel, das hier die neue Domdechanei einrichtete. Die alte Domdechanei war 1550 während des Schmalkaldischen Kriegs zerstört worden. Sie hatte sich auf dem Prälatenberg in der Sudenburg, jenseits der Düsteren Pforte, nahe aber außerhalb der Magdeburger Stadtbefestigung befunden. 1565 gehörte das Gebäude der Dechanei des Magdeburger Doms und diente als Sitz des Vorstehers des Domkapitels. Andere Angaben nennen als Jahr des Beginns der Dechaneinutzung das Jahr 1575. 1630/1631 entstand, vermutlich als einfaches Wirtschaftsgebäude im hinteren Bereich ein Anbau an der Dechanei. Bei der Zerstörung Magdeburgs im Jahr 1631 wurde die Dechanei nicht vom Feuer zerstört. In der Zeit bis 1687 erfolgte größere Ausbesserungsarbeiten.

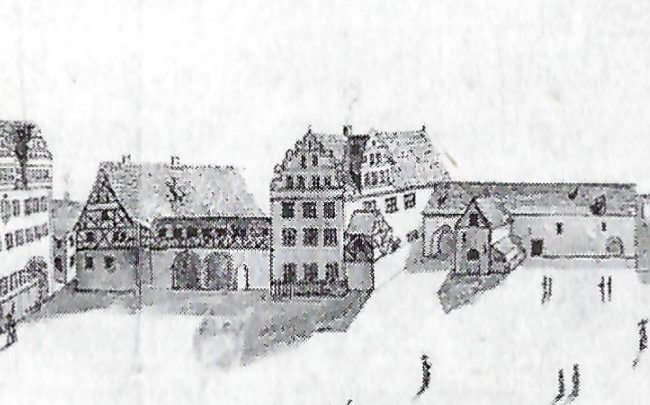
Links die Gustedtsche Kurie, rechts die Domdechanei auf einer Zeichnung aus der zweiten Hälfte des 17. Jahrhunderts

Vermutlich der Nachfolger von Möllendorf als Dechant, Levin von der Schulenburg, erlaubte dem Domherren Joachim Joh. von Gustedt am heutigen Gouvernementsberg eine Kurie zu errichten. Sie war mit ihrem Giebel ebenfalls nach Westen zum Domplatz hin ausgerichtet. Noch 1642 wird von Gustedt als Inhaber der Kurie genannt. 1677 gehörte sie dem Oberst Adam von Hake und wurde nach seinem Tod mit der Dechanei vereinigt. In der Zeit um 1700 gehörte dieses Gebäude dann ebenfalls zur Dechanei.

### Barocker Bau ab 1728
Errichtet wurde das heutige Gebäude in der Zeit von 1728 bis 1731 als Dechanei des Magdeburger Doms nach Plänen des Zimmermeisters Burchard. Zum Teil wird der Baumeister als unbekannt bezeichnet. Weitere an der Ausführung Beteiligte waren der Zimmermeister Ostwald, Maurermeister P. Christoph Behse (auch Böse), der Bildhauer Franz Meyer und der Steinmetz B. Kieffesau. Andere Angaben nannten unrichtiger Weise den Architekten Giovanni Simonetti, der zu diesem Zeitpunkt jedoch bereits verstorben war. Die Vorgängerbebauung wurde abgerissen bzw. umgebaut. Zugleich wurde die Gouvernementsstraße verbreitert. Das Hauptgesims wurde 1730 bezahlt, die letzte Rechnung wurde im April 1731 gelegt.
Ein 1735 angefügter Anbau wurde unter der Leitung des Herren von Hardenberg errichtet. 1756 wurde eine zur Domdechanei gehörende Kapelle an den Herren der Kurie Domplatz 4, August von dem Bussche, verkauft und dann abgerissen.
Im späten 18. Jahrhundert wurde das Haus dann als sogenannter Fürstenhof genutzt, in dem Mitglieder des preußischen Königshofs aber auch Gäste wie Fürsten oder hohe Staatsbeamte wohnten, soweit sie sich in Magdeburg aufhielten. So wohnte die Königin Luise von Preußen  während ihrer Aufenthalte zwischen 1799 und 1806 im Haus. Im Jahr 1808 war hier zeitweise der König von Westphalen Jérôme Napoleon untergebracht. Am 12. Juli 1813 bezog Napoleon I. hier Quartier.
1802 wurde die Rückfront des Hauses um etwa fünf Meter nach Osten verlegt und ein neues Treppenhaus geschaffen. Im Jahr 1812 gelangte das Haus neben anderen Liegenschaften als Entschädigung für Einquartierungskosten an die Stadt Magdeburg. 1814 wurde es an den Geheimen Justizrat von Roeder, 1816 an Generalmajor Karl Friedrich Ludwig von Lobenthal vermietet. Von Lobenthal richtete im Haus eine Brigade- später eine Divisionsschule ein.

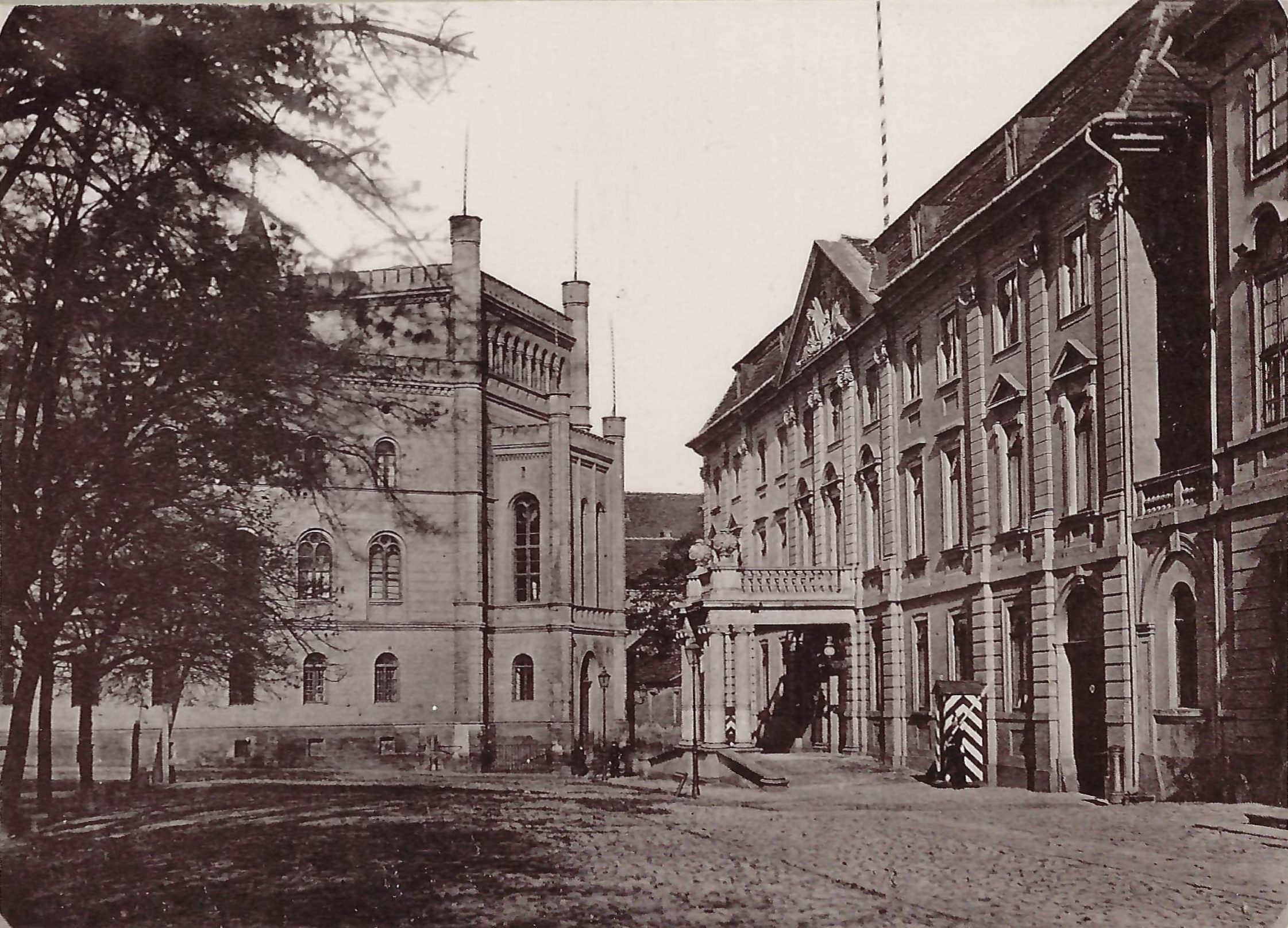
Domplatz 5 als Sitz des Generalkommandos des IV. Preußischen Armeekorps, vor 1890, in der rechten Achse die damalige Durchfahrt

1827 oder 1828 erwarb es der preußische Staat zurück und führte eine umfangreiche Renovierung durch. Nach der Fertigstellung wurde es Sitz des Generalkommandos des IV. Preußischen Armeekorps. Zum Teil findet sich, die wohl fehlerhafte Angabe, das Generalkommando hätte sich dort bereits seit 1815 befunden. Bezeichnet wurde das Gebäude als Königliches Palais.
Der jeweilige kommandierende General lebte im Erdgeschoss, Diensträume befanden sich im Mezzanin, während im Obergeschoss mehrere Räume für den König bereitgehalten wurden.
In dieser Zeit erfolgten 1866/1868 Umbauten. Dabei wurde insbesondere auch der Eingangsbereich verändert. Ursprünglich wurde das Eingangsportal von zwei dorischen Säulen flankiert, auf denen ein Balkon ruhte. Auf dessen Ecken befanden sich in der Vergangenheit Statuen der beiden Heiligen bzw. Patrone des Magdeburger Doms Katharina und Mauritius. Sie waren bauzeitlich wohl noch nicht vorhanden, sind zumindest auf Zeichnungen von 1728 nicht abgebildet. Vermutlich wurden sie aber bereits 1828 bei der Umnutzung der Dechanei zum Generalkommando wieder entfernt. Der Balkon wurde abgerissen und eine bis dahin vorhandene Durchfahrt geschlossen und in die äußerste rechte Gebäudeachse verlegt. Hierbei wurde vermutlich die Westwand des noch auf die Romanik zurückgehenden Gebäudeteils entfernt. Es entstand ein Altan, der auf beiden Seiten jeweils von drei Säulen getragen wurde. Auf der Balustrade befanden sich Ziervasen. Zum Eingang führten eine Zu- und eine Abfahrtsrampe. Auch die Westfassade wurde verändert, in dem neobarocke Elemente hinzugefügt und auch das Giebelfeld dementsprechend gestaltet wurde. Das Dachgeschoss wurde ausgebaut und auch im Übrigen der Innenbereich sowohl des Haupthauses als auch des Seitenflügels umgebaut.

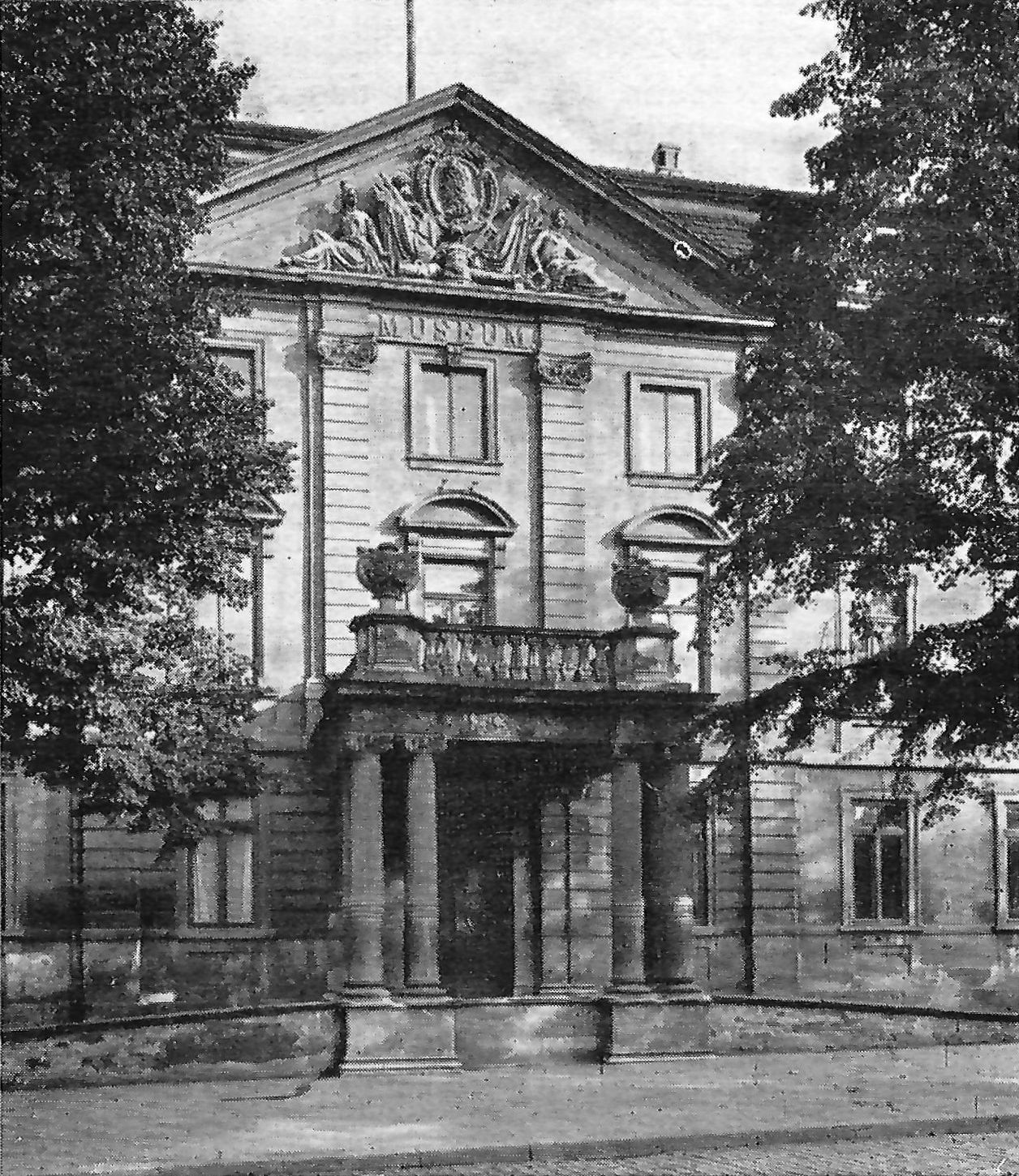
Naturkundemuseum in den 1920er Jahren

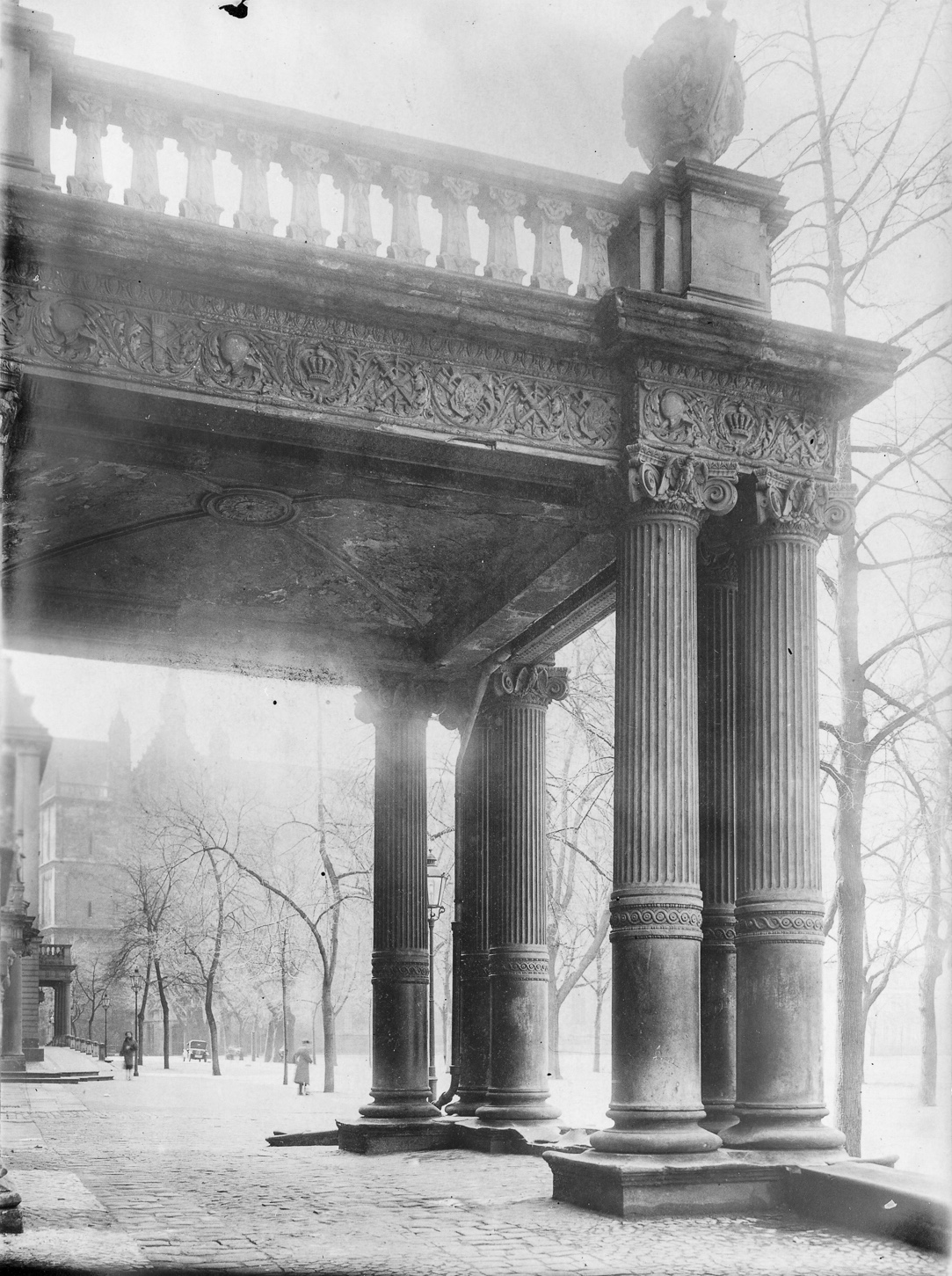
Blick vom Eingangsportal nach Süden, Eingangsbereich in der 1866 geschaffenen Gestaltung

1893 zog das Generalkommando in sein neues Quartier im Palais am Fürstenwall, das Haus Domplatz 5 ging wieder an die Stadt Magdeburg. Die Stadt brachte dort das städtische Museum unter und begann noch 1893 mit den entsprechenden Umbauarbeiten. Die Fenster zur Gouvernementsstraße wurden erweitert und die Innenaufteilung verändert.
Ab 1895 wurde das Haus dann von der Stadt Magdeburg als städtisches Museum. 1906 zogen die Abteilungen Stadtgeschichte, Kunst- und Kunstgewerbe in den neu errichteten Bau des heutigen Kulturhistorischen Museums Magdeburg. Das Gebäude Domplatz 5 wurde weiter als Museum für Natur- und Heimatkunde, später Museum für Natur- und Vorgeschichte genutzt.
Im Jahr 1910 wurden zwei neue Gebäudeflügel errichtet. Einer erstreckte sich zweigeschossig im Norden entlang der Gouvernementsstraße, heute Gouvernementsberg. Der andere befand sich auf der Ostseite, so dass in der Mitte der Gebäude ein fast quadratischer Innenhof entstand.
Im Museum war über fünf Jahrzehnte Willy Wolterstorff tätig. Im Jahr 1918 wurde auf seine Initiative in dem Gebäude die Vereinigung Salamander gegründet, aus der die Deutsche Gesellschaft für Herpetologie und Terrarienkunde hervorging. Anlässlich des 100. Gründungsjubiläums wurde 2018 links des Eingangs eine Erinnerungstafel angebracht.
1927 gelangte das Anwesen wieder in das Eigentum des preußischen Staats.
Im Zweiten Weltkrieg wurde der Komplex 1945 schwer zerstört. Der Bau blieb zunächst lange als Ruine stehen. Auf Initiative des Heimatforschers Werner Priegnitz wurden einige Fragment des baulichen Schmucks des Hauses geborgen. Neben einem Wappenschild wurden so ein Kopf eines Wappenhalters, ein Schulterfragment des linken Wappenhalters und zwei das Relief des Giebels flankierende Löwen gesichert. Die Fragmente gelangten später in das 2011 eröffnete Lapidarium St. Gertraud.
1981 wurden im Inneren noch erhaltene Innen- und Querwände abgerissen. Noch in der Zeit der DDR wurden jedoch von 1985 bis 1988 tragenden Außen- und Innenwände instand gesetzt. Die Durchfahrt in der rechten Gebäudeachse wurde wieder verschlossen. Ein Innenausbau unterblieb jedoch. Während des Wiederaufbaus nach dem Zweiten Weltkrieg wurden im nördlichen Teil des Grundstücks Reste frühmittelalterlicher Grubenhäuser gefunden, die in einem Zusammenhang mit ähnlichen Funden auf dem Domplatz stehen. Zunächst war die Wiederaufnahme einer musealen Nutzung als Museum für bildende Kunst und Kunsthandwerk beabsichtigt. Ab 1988 wurde die Wiedereinrichtung als Naturkundemuseum geplant. Zu einer Umsetzung dieser Pläne kam es jedoch nicht. 1996 gelangte das Haus in das Eigentum des Landes Sachsen-Anhalt. Eine Fortführung der Sanierung unterblieb jedoch über längere Zeiträume.

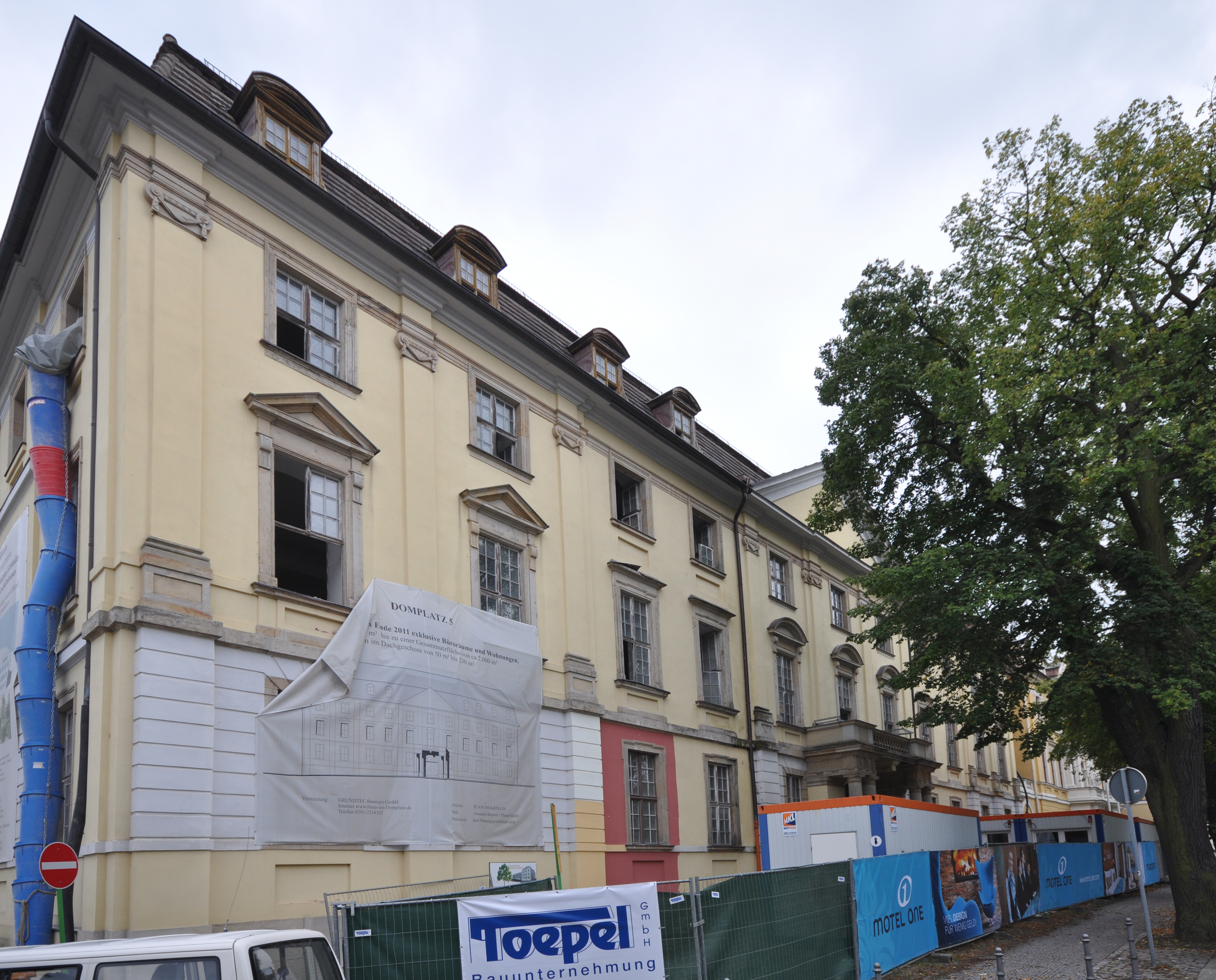
Bauarbeiten, 2013

In den 2010er Jahren erfolgte ein Umbau zum Hotel. An der Nordostseite entstand entlang der Straße Gouvernementsberg ein neuer Gebäudeflügel in moderner Architektursprache.

## Architektur
Der zweigeschossige verputzte Bau mit Mezzaningeschoss hat ein palastartiges Erscheinungsbild. Er ist im Stil des Barock gestaltet, wobei er in seiner nüchternen Gestaltung an frühklassizistische Bauten erinnert. Die Fassade nach Westen zum Domplatz hin ist elfachsig ausgeführt. Es besteht eine Gliederung mittels kolossaler Pilaster in ionischer Ordnung. Die mittleren drei Achsen treten als flacher Mittelrisalit hervor. Bekrönt wird der Risalit durch einen breiten Dreiecksgiebel. Das Innenfeld des Giebels ist ursprünglich glatt angelegt. Nach dem Umbau befindet sich dort das Logo des Hotels. Auf den Schrägen des Dreiecksgiebels lagen in der Vergangenheit Skulpturen, die jedoch vermutlich bereits seit 1828 nicht mehr vorhanden sind.
Auf einer Entwurfszeichnung aus dem Jahr 1728 ist ein deutlich kleinerer Giebel abgebildet, der jedoch in dieser Form nicht ausgeführt wurde. Diese nicht ausgeführte Planung bezog den Bau der älteren Dechanei mit ein und war architektonisch anspruchsloser.
Bedeckt wird der Bau von einem Mansarddach. Die Vorhalle mit toskanischen Säulen entstand beim Umbau von 1866.

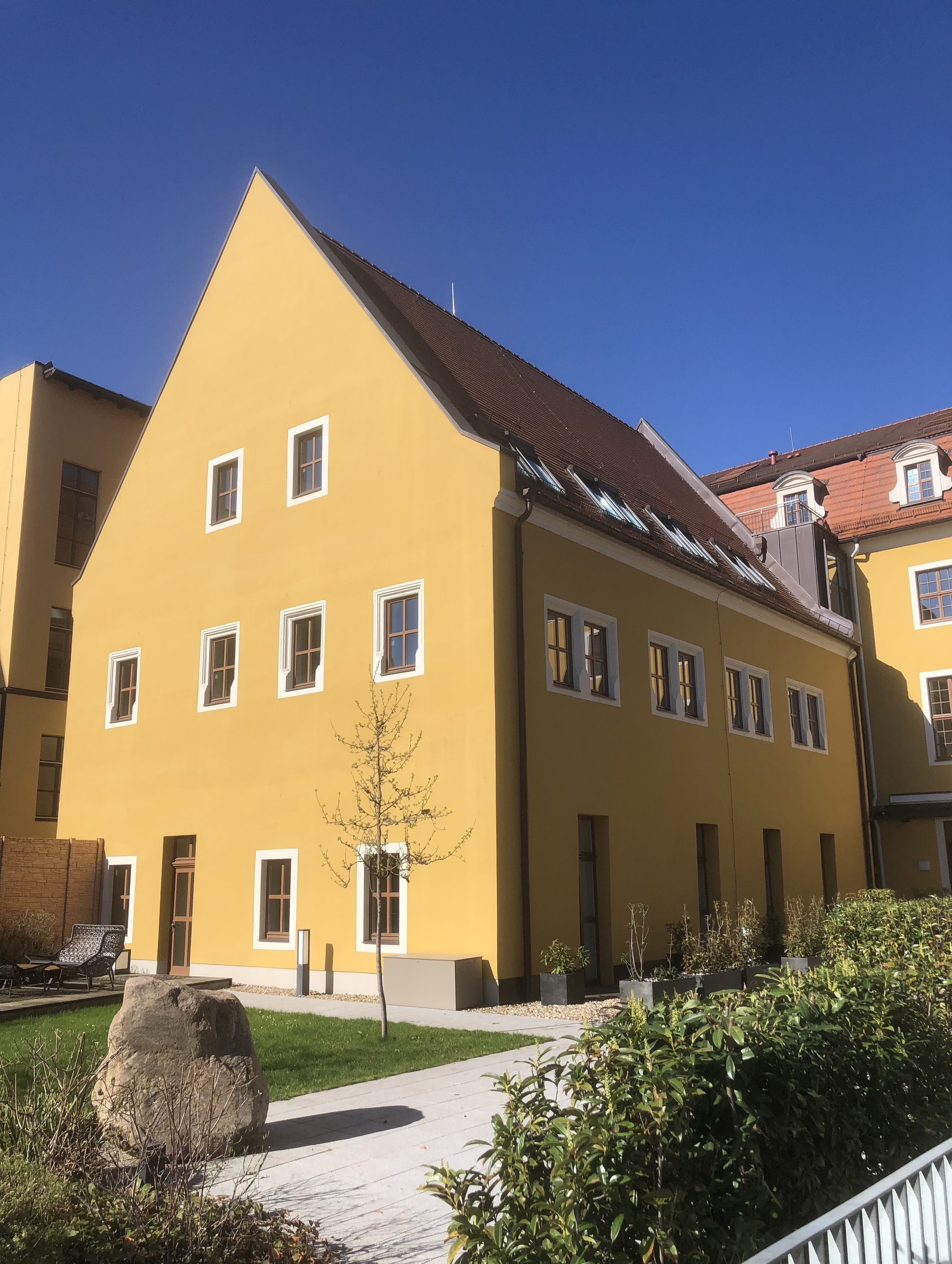
Flügel auf der Rückseite, 2023

Auf der Rückseite des Hauses ist ein älterer Gebäudeteil im Stil der Renaissance aus der Mitte des 16. Jahrhunderts erhalten, der in seinem Kern bis auf die Romanik zurückgeht. Reste eines romanischen Baus sind in der Südwand des Flügels erhalten. Der zweigeschossige, ebenfalls verputzte Flügel verfügt über profilierte Fenstergewände. Bedeckt ist er mit einem steilen Satteldach. Dieser Gebäudeteil ist der älteste mit seinem aufgehenden Mauerwerk erhaltene Profanbau Magdeburgs und hat somit sowohl die Zerstörung Magdeburgs im Jahr 1631 als auch die Zerstörung im Zweiten Weltkrieg überstanden.
Im Denkmalverzeichnis des Landes Sachsen-Anhalt ist die Dechanei unter der Erfassungsnummer 094 06333 als Baudenkmal verzeichnet.